# Pueyo de Santa Cruz (kommunhuvudort)
Pueyo de Santa Cruz är en kommunhuvudort i Spanien.   Den ligger i provinsen Provincia de Huesca och regionen Aragonien, i den nordöstra delen av landet, 400 km öster om huvudstaden Madrid. Pueyo de Santa Cruz ligger 249 meter över havet och antalet invånare är 326.
Terrängen runt Pueyo de Santa Cruz är platt. Runt Pueyo de Santa Cruz är det ganska tätbefolkat, med 230 invånare per kvadratkilometer. Närmaste större samhälle är Monzón, 6,6 km nordost om Pueyo de Santa Cruz. Trakten runt Pueyo de Santa Cruz består till största delen av jordbruksmark.